# なみちえ
なみちえ（1997年 - 、本名：田村 なみちえ）は、日本の芸術家でありラッパー。着ぐるみ作家としても知られている。
神奈川県茅ヶ崎市出身。ガーナ人の父親と日本人の母親を持つ3兄妹（NASA、なみちえ、Mana）で構成される「TAMURA KING」、「Zoomgals」のメンバーでもある。

## ディスコグラフィー
| 発売日     | タイトル                            |
| ---------- | ----------------------------------- |
| 2019年8月  | おまえをにがす                      |
| 2020年3月  | 毎日来日                            |
| 2022年6月  | シ～ス～ ~魚の命をにぎるのは君だ！~ |
| 2022年6月  | イリーギャル-Marukido&あゆ&なみちえ |
| 2022年11月 | Can’t Stop Lovin’ U-なみちえ&まな   |
| 2024年5月  | 木偶の坊                            |
| 2024年8月  | Medicine-なみちえ × Bayou           |

## 受賞歴
- 2016年 - 東京藝術大学先端芸術表現科に入学。同年、学内イベント「藝祭」の法被コレクションで優勝。在学時には平山郁夫賞、買い上げ賞を受賞[3]。首席で卒業。
- 未来ドラフト2018 準グランプリ オーディエンス賞 W受賞、ムラサキスポーツ賞https://www.worldvision.jp/children/miraidraft2018/
- 2020年 - デビューアルバム「毎日来日(Everyday Away)」がAPPLE VINEGAR Music Awardで特別賞を受賞。また、Forbes Japanの「30 Under 30」に選ばれ[4]、若手才能として注目を浴びる。